# クルエラ・ド・ヴィル
- 101匹わんちゃん > クルエラ・ド・ヴィル
- ディズニー・ヴィランズ > クルエラ・ド・ヴィル

クルエラ・ド・ヴィル（Cruella De Vil）は、イギリスの作家ドディー・スミスの1956年の小説『ダルメシアン 100と1ぴきの犬の物語』に登場する架空のキャラクターである。ロンドンに住む裕福で華やかな相続人であり、ファッションデザイナーでもある彼女は、ウォルト・ディズニー・プロダクションズのアニメーション映画『101匹わんちゃん』（1961年）でベティ・ロウ・ガーソンによって声が当てられた。また、ディズニーの『101匹わんちゃんII パッチのはじめての冒険』（2003年）ではスーザン・ブレイクスリーが声を当て、ディズニーの実写映画『101』（1996年）と『102』（2000年）ではグレン・クローズが演じた。さらに『クルエラ』（2021年）ではエマ・ストーンが演じるなど、多くのディズニー作品の続編やスピンオフでも登場している。
ほとんどの作品で、クルエラは主人公のダルメシアンであるポンゴとパーディタの15匹の子犬を誘拐し、以前に合法的に購入した84匹のダルメシアンの子犬と共に、毛皮のコートにしようと企みる。ディズニーの実写映画では、短毛種の犬が成長すると毛が非常に粗くなり、毛皮業界では子犬の細かく柔らかい毛の方が高く売れるため、クルエラが子犬の毛皮を剥ごうとする理由が明らかにされる。
クルエラはポップカルチャーのアイコンとなり、邪悪な強欲、虚栄心、悪の象徴として有名になった。ディズニーのクルエラは、AFIの「アメリカ映画100年のヒーローと悪役ベスト100」のリストで39位にランクインした。

## 名前
クルエラ・ド・ヴィルという名前は、「クルーエル（cruel、残酷）」と「デビル（devil、悪魔）」の言葉を掛け合わせたもので、彼女のイギリスの田舎の家が「ヘル・ホール（Hell Hall）」というニックネームで呼ばれることで、この暗示が強調されている。また、「ド・ヴィル（de Vil）」という名前は、ブラム・ストーカーの小説『吸血鬼ドラキュラ』（1897年）への文学的な言及でもある。この小説では、不動産会社のミッチェル、サンズ＆キャンディが、ロンドンのピカデリーにある家を購入した人物について、ゴダルミング卿に「外国の貴族、カウント・ド・ヴィル（De Ville伯爵）」だと知らせる手紙を送るが、実はその人物がドラキュラ伯爵自身であることが後に明らかになる。
なお、一部アナログレコードでは「クリュエラ・ド・ヴィユ」や「クレラデビル」の表記もあり、『101』とその続編『102』では「クルエラ・デ・ビル」が正式名称となっている。実写映画『クルエラ』では、本名は「エステラ・ヴォン・ヘルマン」であったが幼少期にその残忍な性格から、「クルエラ」というあだ名が付けられ、最終的に車の「パンサー・デ・ビル」から取り「クルエラ・デ・ビル」という名前に変えたという設定になっている。
また、この名前は、ドディー・スミスが1939年に購入したロールス・ロイス・25/30HP「セダンカ・ド・ヴィル（Sedanca de Ville）」という自動車からインスピレーションを受けたとも考えられている。ドディー・スミスはこの車で、彼女のペットであるダルメシアンの「ポンゴ」と共に頻繁に旅行しており、その経験がクルエラの車のアニメーションイメージの基礎となった。「ド・ヴィル」という自動車製造用語は、もともと運転手や専属運転士のための独立した区画がある車両を指していたが、20世紀半ばには単に誇示的な豪華さを示す言葉として使われるようになり、過度に特権を持つクルエラにふさわしいものとなっている。
名前の翻訳によっては、英語名と同様の効果を持つ別の言葉遊びが使われている。
- ブルガリア語では彼女の名前は「Круела Де Вил（Kruela De Vil）」だが、いくつかの作品では「Злобара Де Мон（Zlobara De Mon）」という名前が使われている。"злоба"は悪意や敵意、悪性を意味する。

- オランダ語では名前は「De Vil」のままだが、偶然にもオランダ語で「皮を剥ぐ」という動詞は「villen」で、「vil」はこの動詞の一人称単数形である。

- フィンランド語では、彼女は「Julmia Juoninen」という名前で知られている。この名前は、julma（残酷）とjuoni（陰謀、策略）という言葉から成り立っている。

- フランス語では、「Cruella d'Enfer」と呼ばれている。これは文字通り「地獄のクルエラ」または「地獄からのクルエラ」を意味する。

- ハンガリー語では、本の中で彼女は「Szörny Ella（エラ・モンスター）」と呼ばれ、ディズニー作品では「Szörnyella de Frász（モンステレラ・デ・フライト）」と呼ばれている。

- イタリア語では、「Crudelia De Mon」と呼ばれる。これは、crudele（残酷）とdemonio（悪魔）を組み合わせた言葉遊びである。

- ポーランド語では、他の翻訳の中で「Cruella De Mon」として知られ、これは「demon（悪魔）」の言葉遊びである。また、彼女は「Torturella de Mon」とも知られ、「tortura（拷問）」の言葉遊びである[5]。

- ブラジルポルトガル語では、クルエラは「Cruela Cruel」として知られ、これは「cruel（残酷）」から直接派生している。

- スペイン語とヨーロッパポルトガル語の両方では、名前は「De Vil」のままだが、「devil（悪魔）」ではなく、「vileness（卑劣）」や「villainy（悪事）」を表す言葉を意味している。

- ロシア語では、彼女の名前は「Стервелла Де Виль（Stervella De Vil）」で、「стерва」は人間のキャラクターに対する軽蔑的な言葉で「ビッチ」を意味する。

- セルビア語では、彼女の名前は「Круела Де Вил（Kruela De Vil）」だが、いくつかの作品では「Злица од Опака（Zlica od Opaka）」という名前が使われている。"злица"は悪意、"од Опака"は邪悪を意味する。

- ウクライナ語では、彼女の名前は「Лютелла Де Віль（Lyutella De Vil）」で、「лють（残酷）」の言葉遊びである。また、「Лютелла Де Явол（Lyutella De Yavol）」とも知られ、「Де Явол」は「диявол（悪魔）」と非常によく似ている。

## ダルメシアン 100と1ぴきの犬の物語
クルエラは、元の物語では、甘やかされた華やかなロンドンの相続人として描かれている。彼女はミセス・ディアリー（元のダルメシアンの飼い主の1人）の元同級生だったが、ミセス・ディアリーは、クルエラが彼女を怖がらせたため友達ではなかったと言う。子供の頃、クルエラは1本の黒い編み込みと1本の白い編み込みを持ち、最終的にはインクを飲んだことで退学させられた。しかし、物語の冒頭では、クルエラはミセス・ディアリーと友好的な関係にあるように見える。その後、クルエラはディアリー家のダルメシアンの子犬を盗み、それらが「魅力的な毛皮のコート」になると言い、誰も犬の皮でコートを作ることを考えたことがなかったと指摘する。
『ダルメシアン 100と1ぴきの犬の物語』では、クルエラは繁栄していたが悪名高い家系の最後の子孫として描かれている。彼女は裕福に見えるが、実際には多額の借金を抱えている。彼女は毛皮商人と結婚しているが、彼の名前は誰からも言及されていない。多くの登場人物が、クルエラが彼と結婚したのは彼の職業のためだと指摘している。ミセス・ディアリーがクルエラに結婚後の姓を尋ねると、クルエラは、通常の父系の習慣に反して、夫が自分の姓を採用したと答える。しかし、彼女と夫には子供がいないため、その家系は彼女の代で絶えることになる。クルエラは結婚生活の中で専制的な人物として描かれ、夫はほとんど話さず、完全に妻に従う従順な男である。彼は全ての毛皮コレクションを家に保管しており、クルエラが好きなものを着られるようにしている。彼女のお気に入りは白いミンクのクロークで、通常はタイトなサテンのドレスや宝石と一緒に着用する。ドレスと宝石はいつも対照的な色で、例えば、黒いドレスには真珠のネックレス、赤いドレスにはエメラルドのネックレスが組み合わされている。しかし、後に彼女の宝石の多くが偽物であることが明らかになる。
クルエラの運転手付きの車は、白黒の縞模様で、ミスター・ディアリーはそれを「動くゼブラ・クロッシング（横断歩道）」と表現する。クルエラはそれがロンドンで最も大きな音を出すクラクションを持っていると自慢し、それをディアリー夫妻に聞かせることにこだわる。クルエラがディナーのためにゲストを招くとき、彼女の食べ物はすべて奇妙な色をしており、非常に強い胡椒の味がする。ミスター・ディアリーが、穏やかな秋の夜にはミンクのクロークは暑すぎるかもしれないとコメントすると、クルエラは、彼女は何も暑すぎるとは感じないと笑い飛ばす。彼女は常に勢いよく燃える火を焚いており、耐え難い暑さにもかかわらず寒いと文句を言う。彼女のアパートは、地獄の豪華版として描かれており、すべての部屋が大理石で作られ、緑、赤、黒などの派手な色で彩られている。彼女のゲストは、虐待された白いペルシャ猫にも出会い、クルエラは猫が非常に高価でなければ殺していたと自由に認めている。
子犬が生まれたとき、クルエラはたまたま家にいた。ミセス・ディアリーが不本意ながらも、ディナー・パーティーに他のゲストと一緒にド・ヴィル夫妻を招待したためである。他のゲストは子犬が生まれると礼儀正しく去ったが、クルエラはほうき棚に押し入って子犬を見ようとする。新生児のまだ斑点のない皮に嫌悪感を示したクルエラは、すぐに溺死させることを申し出る。これは彼女が価値がないと見なした動物を処分する方法であり、彼女は何十匹もの子猫を溺死させてきた。ディアリー夫妻は斑点が後から出てくると彼女に安心させるが、子犬を売ることは拒否する。2度目の訪問では、クルエラは成長した子犬を手に取り、衣類のように扱う。3度目の訪問はディアリー夫妻が外出中に行われ、クルエラはその地域で見つけられる他のダルメシアンの子犬をすべて買い占めた後、ナニーたちと話し込んでいる間に雇った泥棒たちが子犬を盗み出す。しかし、ディアリー夫妻が行方不明の子犬を探す広告を出し、その宣伝効果でダルメシアンのコートを売ることが危険になり、彼女の計画は裏目に出る。クルエラは、旧家ヘル・ホールの管理人バドゥンズに子犬をすぐに殺すよう命じるが、彼女が去った後、犬たちは逃げ出す。クルエラは追跡するが、火事好きな性格から、パン屋が全焼する様子に見とれている間に犬たちはさらに時間を稼ぐことができる。
ダルメシアンたちがロンドンに戻ると、彼らとペルシャ猫はクルエラに復讐を果たし、ミスター・ド・ヴィルの毛皮在庫をすべて破壊する。毛皮のほとんどはまだ支払われておらず、ド・ヴィル夫妻は借金から逃れるためにイギリスを去り、毛皮の代わりにプラスチック製のレインコートを扱うようになったとされている。ショックのために、クルエラの黒い髪は白くなり、白い髪は緑がかった色に変わる。

## 続・ダルメシアン 100と1ぴきの犬の冒険
スミスの1967年の続編『続・ダルメシアン 100と1ぴきの犬の冒険』では、クルエラと彼女の夫がイギリスに戻り、金属プラスチックを販売するビジネスを始める。クルエラはまだ熱と胡椒に執着しているものの、毛皮への執着は失っており、すべてのコート、シーツ、クロークなどを、鎧のように貫通できない金属プラスチック製のバージョンに置き換えている。彼女の髪は、通常の黒と白の状態に染め直されている。シリウスがすべての人間を眠らせたとき、犬や猫たちはクルエラが原因だと考え、彼女を完全に抹殺しようと決めるが、彼女が他の人々と同じように眠っており、毛皮に興味を失ったことで、もはや彼らにとって脅威ではなくなっていることが分かる。彼女は唯一、眠っている間も平穏ではなく（彼女の夫でさえ幸せそうにいびきをかいているにもかかわらず）、代わりに厳しい顔つきで不満そうであると記されている。彼女は家を再塗装し、大理石を取り除き（ホワイトキャットによると人工大理石）、壁は今や彼女自身の肖像画を含む角張ったサイケデリックな絵画のようになっている。

## アニメ化作品

### 101匹わんちゃん
ディズニーのアニメ版クルエラは、1961年の『101匹わんちゃん』で初登場し、ベティ・ロウ・ガーソンが声を担当し、マーク・デイヴィスがアニメーションを担当した。クルエラは、単独のアニメーターによって完全にコントロールされた数少ないキャラクターの1人であり、デイヴィスはベティ・ロウ・ガーソンの声の演技がクルエラを作る上で最大のインスピレーションだったと語っている。ディズニーは、クルエラの性格や仕草をタルラー・バンクヘッドに基づいて描き、その細くて背の高い体型のデザインは、彼女の実写モデルを務めたメアリー・ウィックスから取られた。オリジナルキャラクターの冷淡な態度は狂気じみた熱狂に置き換えられ、クルエラはわずかに華やかさを保っているに過ぎない。説明されていない理由で、ディズニー版ではクルエラの猫と夫が省略されている。クルエラは非常に特徴的な自動車を運転しており、赤と黒の色をしていて、メルセデス・ベンツ500Kカブリオレに非常によく似ている。
2002年に、『フォーブス』誌はディズニー版クルエラを13番目に裕福な架空のキャラクターとしてランク付けし、65歳で独身の彼女の純資産は875百万ドルであり、遺産相続によるものだと述べた。また、AFIの「アメリカ映画100年のヒーローと悪役ベスト100」でアメリカ映画史上39番目に偉大な悪役としてランクインした。さらに、アルティメット・ディズニーのトップ30ディズニーヴィランズ・カウントダウンで、クルエラは6位にランクインしている。
この映画の中のクルエラは、裕福であるが、甘やかされているため、無礼で短気な性格であり、車の運転技術も酷く、友人のアニタ・ラドクリフと彼女の夫ロジャーが作詞で生計を立てていることを馬鹿にしていた。クルエラはラドクリフ家のダルメシアンで毛皮のコートを作ることを望んでいるが、それをラドクリフ夫妻には言わず、子犬が生まれる時期を聞き出して帰っていった。そして子犬が生まれた夜にクルエラは再びラドクリフ家に訪れた。クルエラは最初、その毛が全く斑点のないことに落胆するが、アニタが数週間で斑点が現れると教えると、気を取り直す。クルエラは子犬を相場の倍の値段で買うことを申し出るが、その間もロジャーの作詞のキャリアを嘲笑い、ペンのインクをロジャーとポンゴに飛ばした。ロジャーがついに立ち上がって子犬は売り物ではないと反論すると、彼女は怒り狂ってアニタとの友情を終わらせ、復讐を誓いながら家を出て行った。
その後クルエラは、宣言通りラドクリフ家に復讐するため、ジャスパーとホーレスという2人の泥棒を雇って子犬を盗ませる。ロジャーも警察もすぐに彼女を疑うが、警察はまだ調査を続けているものの、証拠を見つけることができない。しかし、調査が進んでいることを恐れて、クルエラは子犬を収容しているサフォークの祖先の家に行き、手下にその夜に子犬を殺して皮を剥ぐように激怒しながら命じ、暖炉でワインの瓶を爆発させて彼女の意思を強調した。翌朝、クルエラは子犬たちが夜中に家から逃げ出し、ポンゴとパーディタに救出されたことを知る。彼女と手下は追跡に乗り出し、ジャスパーとホーレスに何としても子犬を見つけるよう命令し、同時に運転に注意するよう叱責するが、彼女自身の運転技術はそれ以上にひどいものである。
翌日、クリスマスイブに、クルエラ、ジャスパー、ホーレスはダルメシアンたちをディンスフォードまで追い詰めた。町中を車で走っていると、彼女は黒い子犬の長い行列が引越し用のトラックに入っていくのを目撃した。子犬たちが変装したダルメシアンであることに最後の瞬間に気づき、クルエラは激怒して車でトラックを追いかけ、トラックを崖から突き落とそうとした。ジャスパーも同じことを試みるが、ホーレスがパニックを起こし、トラックがスリップしてクルエラの車に衝突し、事故を引き起こした。作戦に失敗したことで、クルエラは、破損した2つの車両の間で癇癪を起こしながら泣き崩れるのであった。
この映画では、ダルメシアンの飼い主であるロジャー（ビル・リー）が歌う「町のクルエラ（Cruella De Vil）」という曲が登場する。曲は彼女の名前をタイトルに使い、彼女を軽蔑する内容となっている。歌詞は「クルエラ・ド・ヴィル、クルエラ・ド・ヴィル。彼女が怖くなければ、どんな悪も怖くない…」と始まり、トラックを追いかける際のクルエラの狂気じみた、赤く光る目をした顔を予示している。

### 101匹わんちゃん（TVシリーズ）
クルエラは『101匹わんちゃん』アニメシリーズのメインのヴィランで、ほとんどのエピソードではエイプリル・ウィンチェルが声を担当し、エピソード「謎の香水キノコ争奪戦（Fungus Among Us）」と「みんなで行こうフェスティバル（Close But No Cigar）」ではトレス・マクニールが声を担当している。このクルエラは、実写映画でグレン・クローズが演じたキャラクターをベースにしているが、デザインはアニメ映画のマーク・デイヴィスのものに基づいている。彼女は毛皮を着ず、通常は煙草も吸わず（エピソード「クルエラ、禁煙する（Smoke Detectors）」と「大活躍!消防犬ローリー（Hail to the Chief）」では吸っている）、完全に正気だが、それでも気性が激しく、せっかちである。このシリーズでの彼女の悪事の計画は、ディアリー夫妻の農場を奪い、子犬たちを人質にして脅迫することだった。彼女の母親であるマレヴォラ・ド・ヴィルがこの行為を要求し、クルエラは農場を買おうとした最初の試みで、未亡人スメドリーによって拒否されたことで激怒し、その後農場への執着が始まった。
このクルエラは、どんな手段を使ってでも金を稼ごうとする典型的な企業悪役であり、このバージョンではジャスパーとホーレスは彼女の頻繁に解雇される会社の従業員である。クルエラの計画には、ディアリー農場の近くの湿地から石油を掘り出し（それにより環境を汚染する）、カナイン・クランチーズを買い、栄養のある成分を木くずやチョークに置き換えたり、ジャスパーとホーレスを送り込んで「マム・アンド・ポップ」の食料品店の所有者を追い出し、自分でその店を買い取ったりすることが含まれている。
クリスマススペシャル「クルエラのクリスマス・キャロル（A Christmas Cruella）」では、クルエラが子供の頃、ダルメシアンの子犬を手に入れることが人生で唯一の望みだったことが明らかにされる。しかし、彼女の両親は彼女と一緒に祝日や誕生日を祝ったことはなく、いつも彼女を外国人の乳母に任せ、自分たちはバカンスに出かけ、贈り物として服だけを送っていた。彼女は子供の頃、髪に1本の白い筋がありました。彼女がついに悪に目覚めたのは、十代の頃、両親が彼女にクリスマスには帰宅して彼女の夢の子犬を連れてくると信じさせ、その代わりに自分たちと子犬の段ボールの切り抜きを送ったときである。このとき、彼女の髪の半分も白くなった。
シリーズの最終回では、クルエラはビキニを着たスタイルの良い金髪のサーファーに変装するために、膨張式のボディスーツを使う。彼女の計画はロジャーを誘惑し、アニタに彼と離婚させ、彼女（クルエラ）が農場を買えるようにすることだった。アニタが泳ぎに行くと、クルエラはロジャーに一緒に泳ごうと誘い、彼にキスしようとする。しかし、子犬たちの友達である鶏が膨張スーツを突き破り、クルエラはサーフボードの形になってしまう。

### 101匹わんちゃんII パッチのはじめての冒険
クルエラは『101匹わんちゃんII パッチのはじめての冒険』に再び主要なヴィランとして登場し、今回はスーザン・ブレイクスリーが声を担当している。この映画は前作の続きから始まり、クルエラがポンゴとパーディタの15匹の子犬を盗んだ黒幕として逮捕され、明るみに出されたものの、その罪で刑務所には送られなかったことが描かれている。彼女はラドクリフ家やその犬たちとの接触を禁じられ、さらに毛皮を購入することも禁止され、保護観察下に置かれる。前作で破壊された彼女の高級車は、修理が不十分なぼろぼろの状態で、彼女が運転しようとすると壊れてしまう。
クルエラは最初、毛皮への執着を治すためにラースという画家の助けを借りる。しばらくの間、彼は美しい斑点模様の絵を描いて彼女の狂気を和らげるが、やがてクルエラは再び悪化し、子犬の皮を使った絵を描くよう要求し、再びジャスパーとホーレスを雇って子犬たちを盗ませようとする。動物愛好家であるラースが子犬を傷つけることを拒否すると、クルエラは元の計画に戻り、コートを作るために犬たちを殺そうとする。最終的に子犬たちが再び逃げ出すと、クルエラは完全に狂気に陥る。長い追跡劇の末、彼女はテムズ川に取り残され、逮捕されて精神病院に収容される。この2度目の失敗の後、ジャスパーとホーレスはクルエラを完全に見限り、2人で店を始めるという正当な道を歩むことにする。

### 101匹わんちゃんストリート
クルエラは『101匹わんちゃんストリート』というシリーズに登場し、ミシェル・ゴメスが声を担当している。このシリーズは1961年のオリジナル映画の出来事から60年後（2021年）を舞台にした代替の続編として展開される。クルエラの大甥であるハンター・ド・ヴィルは、カムデン・タウンに住むポンゴとパーディタの子孫であるダグとデリラの家族を捕らえ、大伯母のクルエラが住むスイスに連れて行く計画を立てる。しかし、ハンターは彼女がそのダルメシアンの家族を毛皮のコートにするために殺そうとしていることを知らなかった。彼がその事実を知ったとき、彼はクルエラに反旗を翻し、彼女を機械で負傷させる。その後、彼女は犯罪のために逮捕される。
この翻案では、クルエラは80代後半から90代前半であるとされている。彼女は髪を失っているが、動きや虚栄心は失っていない。彼女は特殊なスプレーで老いを隠している。

### その他のディズニー・アニメーション
スザンヌ・ブレイクスリーは、テレビシリーズ『ハウス・オブ・マウス』でもクルエラの声を担当しており、このシリーズでは、他のディズニー映画の犬たちを測定用の定規で調べるという繰り返しのギャグが特徴である。また、クルエラは、直接ビデオリリースされた映画『ミッキーの悪いやつには負けないぞ!』にも登場し、ジャファーがハロウィンの夜に「ハウス・オブ・マウス」を乗っ取るのを手助けする主要なヴィランズの1人として描かれている。
クルエラはまた、ディズニーのクリスマス作品『ディズニーのクリスマス・フェイバリッツ』の「サンタ・クルエラ」というセグメントにも登場する。
クルエラは、2023年の短編映画『ワンス・アポン・ア・スタジオ -100年の思い出-』に登場するウォルト・ディズニー・アニメーション・スタジオのキャラクターの一員として、集合写真を撮るために集まる。

## 実写映画化

### 101
グレン・クローズは、1996年の映画『101』とその2000年の続編『102』でクルエラ・ド・ヴィルを演じた。この映画では、クルエラは復讐心が強く、気取った非常に華やかなオートクチュールファッションハウス「ハウス・オブ・ド・ヴィル」の大物として再構築されている。このファッションハウスは毛皮のクチュールを専門としています。アニタ（ジョエリー・リチャードソンが演じる）はデ・ヴィルの従業員で、クチュリエールとして働いている。アニメ版とは異なり、実写版ではクルエラが子犬たちを早い段階でコートにしようとする別の理由が示されている。つまり、成長してからではその毛が柔らかく滑らかではなくなるからである。映画の冒頭では、クルエラがロンドン動物園で白いシベリアトラをその毛皮のために密かに手下に殺させたことが明らかになる。ディアリー家の疑惑と非難がクルエラに計画を急がせ、子犬たちが手下たちが作業を始める前に逃げ出し、クルエラが農場まで追跡しようとした際に糖蜜の大釜や豚小屋に投げ込まれる展開となる。映画の終盤では、クルエラとその手下たちは逮捕され、刑務所に送られる。ディアリー夫妻は、ロジャーの最新のビデオゲーム（子犬たちの試練にインスパイアされたもので、クルエラがその悪役として登場する）が成功を収めたおかげで、大きな家を購入できるようになる。
クローズの演技と共に、クルエラの衣装（アンソニー・パウエルとローズマリー・バローズによるデザイン）は大きな注目を集め、『ヴァニティ・フェア』誌にも特集された。彼女の手袋には爪が付けられ、ネックレスは歯で作られており、クルエラが死んだ動物の一部を身に着けることを楽しんでいるというアイデアを強調している。また、ヒールには釘が突き出しており、特に凶悪な外見を与えている。彼女の衣装の一部は革やPVCで作られており、クルエラは常に濃いメイクをして登場する。映画の中で彼女は常に煙草を吸っており、神秘的な「悪役」の印象を与えている。映画の中では、イギリスの名車パンサー・デ・ビル（Panther De Ville）に乗っており、シボレー スモールブロックV8エンジンを搭載してる。
この映画はディズニーのアニメ映画のフィジカル・コメディの要素を増し、クルエラが古い糖蜜の大釜に落ちるといったような、より子供向けのユーモアに傾いている。クローズの演技は広く好評を博し、キャラクターとしての彼女のセクシュアリティも評価された。クローズは、釘付きのブーツやコルセットを着用しながら演じたスラップスティックの肉体的な要求についてコメントしている。彼女はスタントダブルに任せるのではなく、リアルな演技のために自ら糖蜜の中に落ちることを主張した。しかし、実写映画はアニメ映画ほど批評的な成功を収めることはなかった。

### 102
『102』では、イワン・パブロフ博士の催眠療法の効果で、クルエラは毛皮への依存症を治療され、最初の映画の出来事から3年後に仮釈放で刑務所から釈放される。彼女は「クルエラ（Cruella）」という名前が「とても…残酷（cruel）」に聞こえるとして、「エラ（Ella）」と呼ぶよう主張する。改心した彼女は、動物の保護に完全に専念するようになる。彼女は毛皮のファッションのわずかな一部でも目にすることに驚き、すべての毛皮の服や、ダルメシアンの子犬のコートを着た自分の絵を封じ込める。彼女は毛皮の衣装、長い爪、派手なヘアスタイル、そしてもちろん喫煙といった特徴的な習慣をやめる。
しかし、この新しい人格は長くは続かない。ビッグ・ベンの鐘の音が彼女の条件反射を元に戻し、クルエラは元の自分に戻ってしまう。彼女の古い習慣が戻り、クルエラは元のダルメシアンのコートのスケッチを改良し、新たに3匹の子犬を追加してフード付きのコートを作ろうとする。追加される3匹は、ディップスティックの子供たちで、ディアリー家の元の15匹の子犬の1匹である。彼女は自分の犯罪の責任を第2のチャンス・ドッグ・シェルターの所有者に押し付けて、注目をそらそうとする（彼女の仮釈放の条件では、彼女が以前の行動に戻ると、財産はウェストミンスター地区の犬のシェルターに寄付されることになっており、セカンド・チャンスがその唯一のシェルターである）が、彼女の計画は仮釈放担当官（ディップスティックの飼い主でもある）によって発見される。
今回のクルエラの共犯者はフランスの毛皮商人ジャン・ピエール・ル・ペルトで、彼が実際に盗みを行い、コートのデザインを手伝う。彼はフランスの工場での争いの中で、自分のコートに閉じ込められる。一方、盗まれた子犬たちはクルエラを罠にかけ、彼女は巨大なケーキの中に文字通り焼き込まれる。クルエラはル・ペルトと共に逮捕され、2人ともその行為により終身刑を言い渡される。

### ワンス・アポン・ア・タイム
クルエラはテレビシリーズ『ワンス・アポン・ア・タイム』の第4、第5、第7シーズンに登場し、大人のクルエラをヴィクトリア・サマフィットが、子供のクルエラをミリ・ウィルキンソンが演じている。彼女は動物を操る力を持つ魔女として描かれている。子供の頃からのサイコパスであるクルエラは、父親と2人の継父を毒殺しました。彼女の母親マデリン（アンナ・ギャルヴィン）は、他人に危害を加えるのを防ぐために、彼女を家に閉じ込めていた。大人になったクルエラは、アイザック（著者）と出会う（パトリック・フィッシュラーが演じる）。彼女はアイザックから、彼女の世界が1920年代のイングランドを永遠に繰り返す1つの世界に過ぎないことを知る。彼女に魅了された著者は、クルエラに動物を操る力を与えた。クルエラはこの力を使って母親のダルメシアンに母親を殺させ、その毛皮を使ってコートを作った。彼女が著者に対してもう一度メモを書くのを阻止しようとしたとき、魔法のインクの瓶が彼女にかかり、彼女の金髪はアイコニックな白黒の髪に変わった。しかし、ペンにはまだインクが残っており、著者は「クルエラ・ド・ヴィルは他の命を奪うことができない」というメモを書き残した。クルエラはこれを秘密にし、脅しを使って自分の目的を果たそうとした。
その後、クルエラは魔法の森に行き、そこで動物を衣服に変えることで悪名を轟かせました。ルンペルシュティルツキン（ロバート・カーライル）は、クルエラ、アースラ（メリン・ダンジー）、マレフィセント（クリスティン・バウアー・ヴァン・ストラテン）を招集してダークカースを手に入れようとしたが、彼は彼女たちを裏切り、チェルナボーグに殺させようとした。3人は一緒に逃げ出し、女王（ラナ・パリラ）が呪いをかけるのを阻止するために白雪姫（ジニファー・グッドウィン）とチャーミング王子（ジョシュ・ダラス）からの助けを求める。彼らが相談した「知恵の木」は、白雪姫の妊娠のために答えることを拒否した。アースラと共に、クルエラはドラゴンとして出産するマレフィセントの見張りを頼まれた。その結果、クルエラはアースラと赤ん坊と共に、アプレンティスによって魔法のない世界に吸い込まれた。彼女と海の魔女は赤ん坊が入っていた卵を盗み、魔法のない世界で若さを維持するためにその魔力を利用した。その後、彼女はミスター・ファインバーグと結婚し、ニューヨークのロングアイランドの邸宅に住んでいた。
現在、クルエラの結婚生活は破綻し、FBIが夫の財産を差し押さえている。ミスター・ゴールドとアースラは、クルエラを説得して著者を見つけ、幸せな結末を手に入れるために協力させる。クルエラは物語の中であまり重要な役割を果たさないが、著者が本から解放されると、彼女はエマ・スワン（ジェニファー・モリソン）とレジーナに著者を殺すよう強要するため、ヘンリー・ミルズ（ジャレッド・S・ギルモア）の命を脅かすふりをする。しかし、エマはクルエラに著者が課した制約を知らず、魔法で彼女を崖から突き落として殺してしまう。
死後、クルエラは冥界に行き、そこで冥界を管理する神ハデスに出会う。そこで彼女はデビッドの双子の兄弟ジェームズと出会い、似た性格からすぐに恋愛関係になる。ゴールドと共に、最近亡くなったキリアン・ジョーンズ（コリン・オドナヒュー）を救出するためにヒーローたちがやって来たとき、クルエラは彼らが出会った死者の1人として登場した。生き返るために、クルエラは新しい著者であるヘンリーに、ペンを使って彼女を生き返らせるように懇願した。後に彼女は、レジーナが失った愛、ダニエルの墓を見つけるのを手伝ったが、ダニエルはすでにより良い場所に移動していた。クルエラはジェームズをデビッドと間違え、彼に接近した後、ジェームズが兄弟に抱く敵意を彼に伝えた。その後、クルエラとジェームズは、ロビン・フッドとゼリーナの子供をハデスに引き渡すことで冥界から脱出する計画を立てた。ジェームズはデビッドになりすまし、エマに魔法を無効化するブレスレットをつけさせ、彼とクルエラは赤ん坊を連れて行った。彼らはエマとロビンをロストソウルズ川に投げ込む計画を立てたが、デビッドとフックが阻止した。最終的にデビッドはジェームズを川に投げ込み、クルエラは逃げ去った。
ハデスの心臓が再び鼓動し、ゼリーナと共に冥界を去る計画を立てると、クルエラは盲目の魔女と手を組んだ。ハデスは彼らに冥界を支配することを提案し、ヒーローたちをそこに閉じ込める手助けをした。魂を永遠に苦しめるという考えに喜んだクルエラは、この取引に同意した。
ヒーローたちがストーリーブルックに戻った後、フックは故アーサー王と組んでストーリーブックを探し、エマにハデスを倒す方法を伝えようとした。彼らがダイナーでクルエラを見つけると、彼女はフックを見て軽蔑の表情を見せたが、アーサーには彼の容姿に興味を示して挑発的に対応した。幽霊のブースについて尋ねられると、クルエラは、誰かが冥界を去るのは嫌だったため、完全に破壊したと認めた。フックが本の所在を問い詰めると、クルエラは驚くほど率直に答えた。嘘をついてもいずれ真実が明らかになることを知っていた彼女は、本をロストソウルズ川に投げ込んだと告げた。クルエラはその後、アーサーに王位を奪われ、50年間冥界を支配した彼が、彼女は地元のバーでサー・モードレッドと共に飲んだくれる、うつ病に苦しむ苦い女性になってしまった。
第7シーズンでは、ウィッシュレルム版のクルエラがルンペルシュティルツキンの協力者として登場する。

### ディセンダント
クルエラ・ド・ヴィルは、2015年のディズニー・チャンネルのオリジナル映画『ディセンダント』に登場する。彼女は女優のウェンディ・ラクエル・ロビンソンによって演じられている。他のヴィランズと共に、クルエラは「ロスト島」に追放され、少なくとも20年間そこに住んでいる。彼女には14歳の息子カルロスがいるが、彼女はカルロスを虐待し、召使いのように扱っている。彼女はカルロスを毛皮のコートを守るために使っている熊の罠の近くで寝させている。

### クルエラ
クルエラの過去を探る実写映画『クルエラ』がディズニーによって2011年に発表された。『プラダを着た悪魔』の脚本で知られる脚本家アライン・ブロッシュ・マッケンナが脚本を書くために起用され、グレン・クローズがエグゼクティブプロデューサーを務め、アンドリュー・ガンとマーク・プラットがプロデューサー、アレックス・ティンバーズが監督を務め、ケリー・マーセルがマッケンナの脚本を改訂する予定だった。2016年、エマ・ストーンがエステラ・「クルエラ」・ド・ヴィルの主役にキャスティングされた。ティンバーズは2018年12月、スケジュールの都合で実写版クルエラ・ド・ヴィルの監督を降板し、クレイグ・ギレスピーに交代した。翌年、エマ・トンプソンがバロネス・フォン・ヘルマン役で参加し、トニー・マクナマラとダナ・フォックスが最新の脚本に起用された。ジョエル・フライ、ポール・ウォルター・ハウザー、マーク・ストロング、エミリー・ビーチャム、カービー・ハウエル＝バプティストもキャストに加わった。この映画は2021年5月28日に劇場とDisney+のプレミアムビデオオンデマンドで同時に公開された。
映画では、クルエラはエステラ・ミラーとして育ち、母親キャサリンの娘で、気性の荒さから最初の学校を退学させられ、いくつかの喧嘩を引き起こす。キャサリンが金銭的支援を求めてある邸宅を訪れた際、エステラが誤ってダルメシアンたちを挑発してしまい、彼女を追いかけるよう仕向けたことで、キャサリンが殺される。エステラはゴミ収集車に隠れてロンドンに逃げ、そこでホーレスとジャスパーに助けられ、目立つ黒と白の髪を染めて身を隠す。大人になった彼女は有名なファッションブティックで仕事を得て、デザイナーのバロネス・フォン・ヘルマンの目に留まるが、エステラはすぐにバロネスが母親の死の前に訪れた女性であることに気づく。バロネスが自分のものにした母親のネックレスを取り戻す計画を立て、エステラは「クルエラ」というアイデンティティを作り上げ、パーティーでバロネスの注意をそらす作戦を開始する。その過程で、エステラはバロネスが実の母親であり、生まれたばかりの彼女を殺そうとしたが、執事のジョンがその赤ん坊を当時屋敷のメイドだったキャサリンに託したことを知る。この事実を知ったエステラは、バロネスとの対決を挑み、自分の死を偽装してバロネスが彼女を殺したかのように見せかける。その結果、バロネスは逮捕され、エステラはクルエラとして全財産を相続する。ポストクレジットシーンでは、アニタとロジャーがそれぞれ、バロネスが飼っていたダルメシアンから生まれたポンゴとパーディタの子犬を受け取る。

## その他の翻案

### ライブ作品

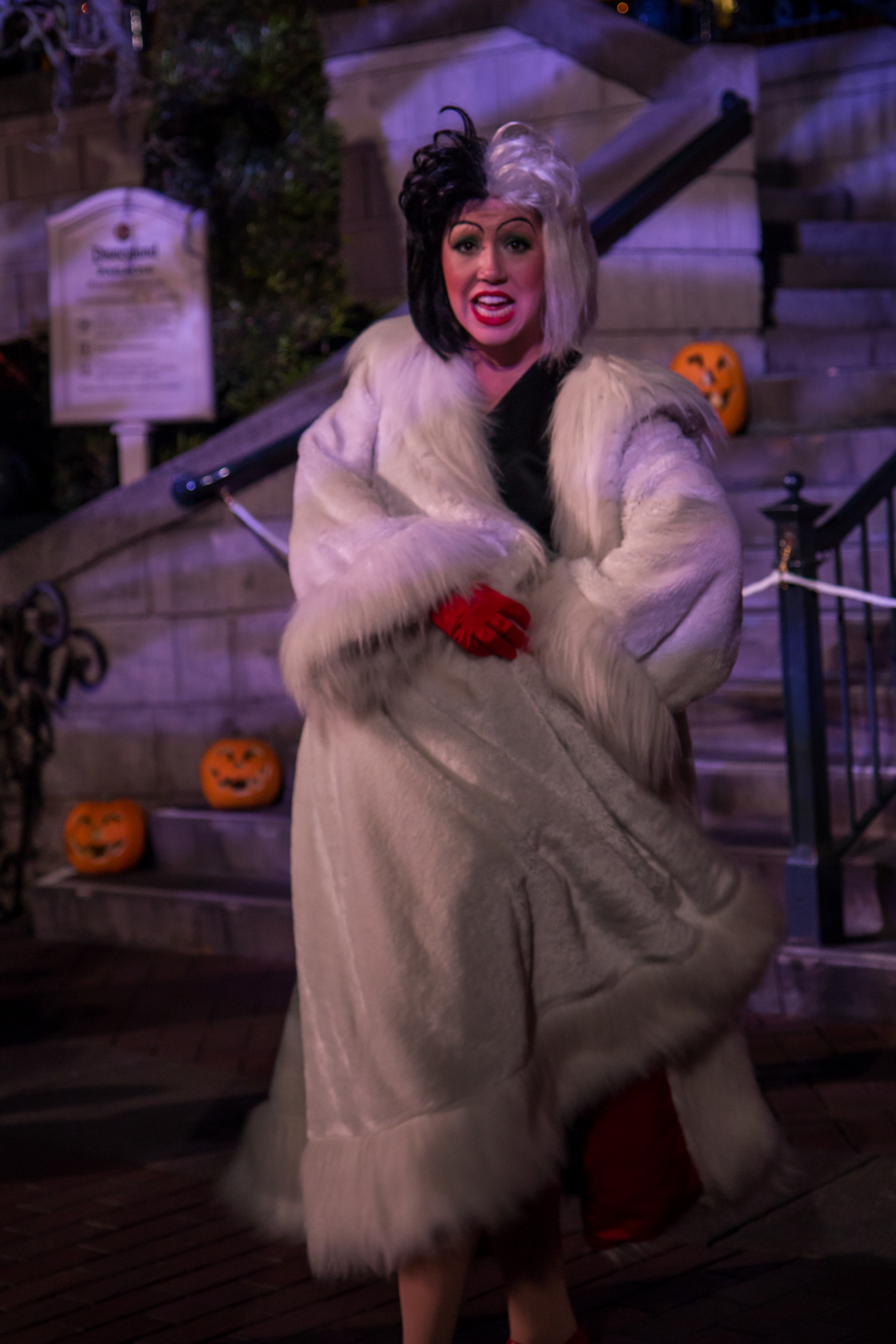
ディズニーランドに登場したクルエラ（2015年）

クルエラは、小説を舞台化したミュージカル『101 ミュージカル』に登場する。彼女はレイチェル・ヨークによって演じられていたが、女優は自身のブログで、他のプロジェクトに取り組むためにクルエラ・ド・ヴィルの役を降りたことを発表した。その役はサラ・ゲッテルフィンガーが引き継いだ。2022年の小説のミュージカル版では、クルエラはケイト・フリートウッドによって演じられた。
クルエラは、ディズニー・パークス・アンド・リゾーツで『101匹わんちゃん』フランチャイズから会うことができる唯一のキャラクターで、通常はメインストリートUSAで会うことができる。
クルエラは、ウォルト・ディズニー・ワールドのディズニー・ハリウッド・スタジオで行われるナイトタイム・スペクタキュラー「ファンタズミック!」で、ミッキーが戦うディズニーのヴィランズの1人としても登場する。ディズニー・オン・アイス「セレブレーションズ」では、クルエラはハロウィンパーティー中に登場するヴィランズの1人だった。

### オーディオ制作
1996年、BBCはドディー・スミスの小説をフルキャストによるミュージカルオーディオドラマ化し、パトリシア・ホッジがクルエラ役を務めた。このバージョンは主に原作に忠実だが、いくつかの違いもある。クルエラの夫は小説よりも彼女と口論することが多く、クルエラが常に熱を好む理由が、単にいつも寒がっているからだとされている。これは小説では、彼女が完全に人間ではないかもしれないことを示す特徴の1つとして描かれていた。物語の最後でクルエラと彼女の夫はイギリスを去らず、彼らの運命は不明のままである。さらに、ディアリー夫妻はクルエラが犬の盗難の黒幕であることに気づくことはない。しかし、このバージョンは、クルエラの夫、彼女の熱と胡椒への愛、彼女の猫、ゼブラ模様の車、そして物語の最後で髪の色が変わるという事実を含む唯一の翻案である。
このバージョンでは、クルエラとバドゥンズ兄弟が「It's Their Furs」という曲を持ち、クルエラが兄弟に子犬を殺すよう命じるときに一緒に歌う。曲の中で、クルエラは毛皮に「His and Hers（彼と彼女）」ではなく「Hers and Hers（彼女と彼女）」とラベルを付けるよう指示し、最初の毛皮のバッチは夫には渡さないことを示唆している。その後、ミスター・ド・ヴィルが将来的にダルメシアンの毛皮を売る危険がまだ残っていることが明らかになり、小説と同様にダルメシアンたちと白いペルシャ猫が彼の毛皮在庫を破壊する。この作品は後にAmazon Audibleによってオーディオブックとしてリリースされ、オンラインまたはアプリを通じてストリーミングで利用可能になった。

### コンピュータゲーム
クルエラは、『101匹わんちゃん』フランチャイズのコンピュータゲーム『101：デ・ヴィル・マナーからの脱出』（1997年）と『102：パピー・トゥ・ザ・レスキュー』（2000年）でメインのヴィランとして登場する。
クルエラは、『ディズニー マジックキングダムズ』で期間限定でアンロックできるプレイヤーキャラクターとして登場する。
また、1961年の映画のクルエラの別バージョンが、コンピュータゲーム『Disney ミラー・ウォリアーズ』でプレイヤーキャラクターとして登場する。

### 書籍

#### キングダム・キーパーズ
クルエラは、リドリー・ピアソンによるヤングアダルト小説シリーズ『キングダム・キーパーズ』の第4巻「パワー・プレイ」に初めて登場し、ディズニーヴィランズグループ「オーバーテイカーズ」の一員として描かれる。彼女は現代社会の知識を持っているため、オーバーテイカーズにとって重要な存在である。クルエラは、女王と協力してマレフィセントとチェルナボーグを解放し、キーパーズが彼らの計画に気付かないようにする。彼女と女王はDHI技術を使って電力施設に向かい、電力を停止させることで、マレフィセントとチェルナボーグがその監房から逃げ出すことを可能にする。
次の巻「シェルゲーム」では、彼女は女王とマレフィセントを手助けし、アーカイブからウォルトのチェルナボーグに関するオリジナルノートを盗み出す。その後、他のオーバーテイカーズと共に2週間のクルーズに乗船する。彼女は『ライオン・キング』のハイエナ、ハッピーとハウリーに船内のパトロールを命じ、キーパーズがチェルナボーグを見つけるのを妨ぐ。
シリーズ第7巻「インサイダー」では、クルエラはティア・ダルマ、女王、そしてジャッジ・ドゥームのグループに加わり、トゥーンタウンで活動する。彼女は簡単な指令で動物の軍隊を呼び寄せるが、アマンダの念力によって気絶させられる。フィンはその後、クルエラが豪華な退役列車のコンパートメントに住んでいたことを発見し、彼女を絞め殺そうとする。クルエラは恐怖に駆られて逃げ出すが、レンチを投げつけられる。彼女は最後に地面に倒れ込み、血を流している姿が描かれる。

#### ディズニー みんなが知らない101匹わんちゃん なぜクルエラは毛皮のコートに取りつかれたのか
セレナ・ヴァレンティーノによる『ヴィランズ』シリーズの第7巻で、クルエラ・ド・ヴィルは自分の物語を幼少期から一人称で語る。彼女は、自分の父親が若くして亡くなり、その前に娘に贈った翡翠のイヤリングが、クルエラが子供の頃に読んでいた童話の中に登場するオッド・シスターズによって呪われていたとされていることを描写している。彼女の母親は自己中心的な社交界の人物で、娘にほとんど会わず、贈り物をするだけで、それをクルエラは母親の愛情と考えていた。本当に彼女を大切に思っていたのは、ガヴァネスのプリケット嬢と、下層階級の家庭出身の友人アニタの2人だけだった。
彼女たちが一緒に学校に通っていたとき、クルエラはアニタをいじめから守り、卒業後はアニタと一緒に世界中を旅行することを計画していた。クルエラが翡翠のイヤリングをつけると、力が湧き上がり、横柄で意地悪になる。彼女はアニタが受けた処遇について校長と対峙するときにもそのイヤリングを身につけた。最初の学期が終わった後の休暇中、クルエラはスタッフのために階下で祝賀ディナーを開くことにしたが、母親がそれを知って驚愕し、クルエラを学校に戻らせないことを決意し、夫を見つけることに熱心になる。また、アニタと会うことも禁じられた。
次の誕生日に、クルエラの父親の弁護士が、父親が亡くなる前に準備していたらしいメスのダルメシアンの子犬、パーディタを届ける。誕生日の祝宴が終わった後、クルエラは母親に子犬を飼っていることを咎められ、母親はその子犬をマフにしてしまおうかと冗談を言う。驚いたクルエラは、学校から帰ってきたアニタによって落ち着かされる。夕食時、アニタがタイピング学校に通うことを告げると、クルエラは孤独を感じる。後に、クルエラがイヤリングを身につけている間に2人は喧嘩をし、パーディタがクルエラの毛皮のコートに尿をかけてしまい、それが原因でクルエラはアニタとパーディタを家から追い出す。
やがてクルエラはジャックという名の男性と結婚し、2人の将来に自信を持って、彼女の財産を母親に譲り渡す。しかし、25歳でジャックは火事で亡くなり、膨大な借金を抱えていたことから自殺とされた。身一つで、クルエラは父親が緊急時のために彼女に用意していた古い邸宅「ヘル・ホール」に行く。その後、彼女はアニタと会うために出かけるが、それはパーディタの近況を知るためとされており、彼女はアニタに対して激しい怒りを感じる。そこでクルエラは、アニタに復讐することを誓い、その方法として、パーディタが出産する子犬たちをコートに仕立てて母親に贈ることを決意する。
クルエラがこの計画を母親に明かすと、母親は恐怖に震え、彼女にヘル・ホールに戻るよう命じる。それにもかかわらず、クルエラは計画を実行し、パーディタの子犬だけでなく、周辺のすべてのダルメシアンの子犬を集める。しかし、彼女が子犬たちを殺す前に、子犬たちは逃げ出す。クルエラはさらに狂気に陥り、子犬たちを捕まえるための新たな大計画について独り言をつぶやく。物語は、セレナ・ヴァレンティーノからのメモで締めくくられ、彼女がクルエラの話を記録するためにヘル・ホールを訪れ、クルエラが今でもその翡翠のイヤリングを身につけていると記されている。

#### Be Careful What You Wish Fur
ヴェラ・ストレンジによる『ディズニー・チルズ』シリーズの第4巻では、デリアという私立学校に通う少女が登場する。彼女は学校で最も影響力のあるファッションリーダーになることを望んでいる。「ハウス・オブ・ド・ヴィル」は、すべての少女たちが着ることを目指す人気のあるファッションハウスである。ある日、デリアは路地裏で毛皮のコートを見つけ、それを自分のものにしてしまう。するとデリアは、見えないクルエラ・ド・ヴィルの亡霊に苦しめられるようになり、クルエラはそれが自分のコートだと主張する。

## キャスト

### 原語版声優
- ベティ・ロウ・ガーソン（英語版）（1960年 - 1961年）：『101匹わんちゃん』を担当。
- スーザン・ブレイクスリー（英語版）（1998年 - 現在）
- エイプリル・ウィンチェル（英語版）（1997年 - 1999年）：TVシリーズを担当。
- トレス・マクニール（1997年、2022年）：TVシリーズの2話分、『リサ・シンプソンのクラブへようこそ（英語版）』を担当。
- バーバラ・グッドソン：「ディズニー・オン・アイス」を担当。
- ミシェル・ゴメス（2019年 - 2020年）：『101匹わんちゃんストリート』を担当。
- パトリシア・ホッジ（英語版）：BBCオーディオ制作（英語版）

### 実写版キャスト
- グレン・クローズ：『101』『102』（1996年、2000年）[40]
- ウェンディ・ラクエル・ロビンソン（英語版）：『ディセンダント』（2015年）[40][41]
- ヴィクトリア・スマーフィット（英語版）：『ワンス・アポン・ア・タイム』シーズン4（2014年 - 2015年）、シーズン5（2015年 - 2016年）[40]
- エマ・ストーン：『クルエラ』（2021年）[40]

### 日本語吹替版声優

#### アニメ版
- 財部宏子（1962年初公開版、日本コロムビア版レコード）
- 加藤みどり（1970年キングレコード版レコード）
- 平井道子（1982年再公開版）[40]
- 重田千穂子（1998年）：『101匹わんちゃん Go Go! ダルメシアン!!』を担当。
- 一城みゆ希（1997年 - 2023年）[42]
- 研ナオコ（2002年）：『101匹わんちゃんII パッチのはじめての冒険』を担当[40]。
- 塩田朋子（2019年 - 2020年、2024年）：『101匹わんちゃんストリート』、『ザ・ヴィランズ・ハロウィーン“Into the Frenzy”』を担当。

#### 実写版
- 山田邦子（1996年、2000年）：『101』（ソフト版）、『102』を担当[40]。
- 塩田朋子（2000年）：『101』（テレビ朝日版）を担当[43]。
- 本田貴子（2014年 - 2016年）：『ワンス・アポン・ア・タイム』シーズン4、シーズン5を担当[40]。
- 伊沢磨紀（2015年）：『ディセンダント』を担当[40][41]。
- 柴咲コウ（2021年）：『クルエラ』を担当[40][44]。

## 大衆文化におけるクルエラ
クルエラは、文学や映画の中で最も認知度の高い悪役の1人となり、そのためポップカルチャーにおいても大きく取り上げられている。
- 『ヘイ・アーノルド!』のエピソード「Curly's Girl」では、ロンダがカーリーと別れた後、ヘルガが彼女を「クルエラ」と呼ぶ。

- 1994年の映画『マミー・マーケット（英語版）』では、ジェレミー・マーティン（アーロン・マイケル・メチック（英語版）演）が最初に訪れたマミー・マーケットで、姉が選んだ新しい母親に強く反対する。彼は、その女性がタバコを好み、派手な外見をしているため、彼女をクルエラ・ド・ヴィルに似ていると言う。

- 1998年の映画『ファミリー・ゲーム/双子の天使』のリメイク版では、アニー・ジェームズ（リンジー・ローハン演）が母親に、父親がクルエラ・ド・ヴィルのように邪悪な女性と結婚しようとしていると伝える。これはインサイドジョークとも言える。というのも、クルエラ・ド・ヴィルはエリザベス・ジェームズ（ナターシャ・リチャードソン演）と同様、ロンドンの有名なファッションハウスのトップだからである。さらに、偶然にもナターシャ・リチャードソンの姉ジョエリー・リチャードソンは、1996年の『101』のリメイク版で、クルエラ・ド・ヴィルの最も信頼される従業員アニタ・キャンベル＝グリーン＝ディアリーを演じている。メリディス・ブレイク（エレイン・ヘンドリックス（英語版）演）は、双子たちに「クルエラ」とからかわれ、そのことに非常に苛立つ[45]。
- 2012年ロンドンオリンピックの開会式では、クルエラのインフレータブル（膨張式）表現が登場し、他の悪役たち、ヴォルデモート、ハートの女王、フック船長、チャイルド・キャッチャー（英語版）と共に、子供たちの夢を悪夢に変えた。しかし、傘を持った30人以上のメリー・ポピンズたちが降り立ち、悪役たちを打ち負かすシーンがあった。このセグメントは、イギリスの児童文学を祝うものだった[46]。

- 『新スーパーマン』では、あるタブロイド紙が、ロイス・レインが夫のクラーク・ケントを裏切り、スーパーマンと浮気しているという記事を掲載した。ロイスは、自分が人気度の尺度でクルエラの下にいるとコメントした。

- ヒストリーチャンネルのシリーズ『アメリカン・ビンテージ大修復!ビフォー&アフター』の最初の6シーズンでは、タイラー・デールがクルエラの髪型を模して、髪を半分金髪に染めて登場する。

### 音楽において
- クイーンの曲「レット・ミー・エンターテイン・ユー」には、「I'll Cruella de Vil You!」という歌詞が含まれている。

- チルドレン・エイティーン・トゥー・スリー（英語版）の曲「ザ・クルエル・ワン」は『101』についての歌で、コーラスでクルエラ・ド・ヴィルの名前が登場する。

- デッジー（英語版）の曲「Cruella」はクルエラ・ド・ヴィルについて書かれたものである。

- ロックバンドのザ・リプレイスメンツは、ディズニーカバーのコンピレーションアルバムのために「町のクルエラ（Cruella De Vil）」をカバーした。この曲は彼らの1997年のコンピレーションアルバム『All for Nothing / Nothing for All（英語版）』にも収録されている。

- スペインの歌手アラスカ（英語版）は、実写映画『101』のスペイン語版のために「町のクルエラ（Cruella De Vil）」のカバーを制作した。

- ディズニーのグレイテストヒッツの各巻には、1961年の映画からの「町のクルエラ（Cruella De Vil）」のカバーが含まれており、ティーン歌手で女優のセレーナ・ゴメスによるカバーや、ブルースピアニスト兼ボーカリストのドクター・ジョンによるカバー（そのうちの1つはビッグバンドスタイルのカバー）もある。

- ジャック・マック・アンド・ザ・ハート・アタック（英語版）のリードボーカリスト、マーク・キャンベルは、『102』および2000年のディズニーサウンドトラックアルバムでファンキーな「町のクルエラ（Cruella De Vil）」を歌っている。

- アメリカの歌手でパフォーマーのレディー・ガガは、2010年のハロウィンでクルエラ・ド・ヴィルの仮装をした。彼女はクルエラにインスパイアされた多くの衣装を着用してきた[47]。

- アメリカの歌手メラニー・マルティネスは、クルエラと同じく髪の半分をブロンドに染めた。

- 故アメリカのラッパーであるXXXテンタシオンもクルエラにインスパイアされ、髪の半分をブロンドに染めた。

- 『スワン・プリンセス3/禁断の書』の悪役ゼルダは、悪役の歌の中でクルエラの名前を挙げている。ゼルダは、西の悪い魔女（英語版）やメドゥーサと共に、クルエラを短く言及した。

- マッラカッシュ（英語版）の「Crudelia」という曲は、クルエラ・ド・ヴィル（イタリア語でCrudelia De Mon）に名前を言及している、残酷な女性についての歌である。

- 2021年、中国のアイドルでNCT DREAMのメンバーであるレンジュンは、クルエラのように髪の半分をプラチナブロンドと黒に染めた。

- 2023年、中国のアイドルでSEVENTEENのメンバーであるジュンは、プラチナブロンドに染めた髪の上に黒のレイヤーを重ね、クルエラのようにした。

- 韓国のガールグループ(G)I-DLEの曲「TOMBOY」は、クルエラにインスパイアされた曲である。

- 2024年、(G)I-DLEのメンバーであるウギは、グループのミュージックビデオ「Super Lady」でクルエラにインスパイアされた髪型と衣装を着用した。

- アメリカのラッパーCupcakke（英語版）は、自身のアルバム『Dauntless Manifesto』の最後の曲にクルエラの名前を付けた。

### パロディ / 派生
- 『ザ・シンプソンズ』のエピソード「リトルヘルパーの仔犬たち（英語版）」では、ミスター・バーンズ（英語版）がクルエラ・ド・ヴィルの役を演じ、サンタズ・リトル・ヘルパー（英語版）と彼が生んだ子犬たちを盗んでタキシードを作ろうとする。しかし、クルエラが子犬を殺すことに何のためらいもないのに対し、バーンズは子犬たちが可愛すぎて自分で殺すことができない。バーンズは「良い芸を見せる動物はもう2度と殺さない」と宣言し、シンプソン家に子犬たちの代金を支払い、彼らを世界クラスのレース犬として訓練する。

- 『デクスターズラボ』のエピソード「毛皮コレクター・ペルトラ（Peltra）」では、タイトルキャラクターがクルエラ・ド・ヴィルのパロディとして登場する。

- 2000年の映画『ラグラッツのパリ探検隊（英語版）』の敵役ココ・ラブーシュは、クルエラと多くの特徴を共有している。

- クルエラ・ド・ヴィルは、Mad（英語版）のエピソード「2012 Dalmatians」に登場し、『2012』と『101』のマッシュアップとして描かれている。

- 『ジェシー!』のエピソード「101匹トカゲちゃん（101 Lizards）」では、ミセス・チェスターフィールドがクルエラ・ド・ヴィルに似た役を演じる。

- クルエラ・ド・ヴィルは『ロボット・チキン』のスキット「101 Dalmatian Reproduction」に登場し、エピソード「Yogurt in a Bag」で描かれる。この短編では、ロジャーとアニタがダルメシアンがウサギよりも多く繁殖すること（兄弟姉妹間でも）に気づき、クルエラに養子にした85匹の子犬を自発的に返す。クルエラは「誰もが自分の物語のヒーローだ」と述べ、ロジャーとアニタの反感を買う。

- クルエラのパロディが、ミュージカル『Twisted（英語版）』に登場する。これはディズニーの『アラジン』をジャファーの視点から描いたパロディである。タイトル曲では、アースラ、スカー、ガストン、マレフィセント、フック船長などのディズニーヴィランズがジャファーの前に現れ、自分たちが不当に描かれており、行動には正当な理由があったと嘆く。一方、クルエラは「私はただ子犬でコートを作りたかっただけ」と述べ、他のヴィランズはそれに嫌悪感を示す。

- 『ザ・シンプソンズ』の短編「シンプソンズのプラス・アニバーサリー」では、クルエラがモー・タバーンでのパーティーに参加しているキャラクターの1人として登場する[48]。また別の『ザ・シンプソンズ』の短編「リサ・シンプソンのクラブへようこそ（英語版）」では、クルエラ（トレス・マクニールが声を担当）が、他のディズニーヴィランズと共にリサ・シンプソン（英語版）を説得し、ヴィランになることの楽しさを教えようとする[49]。